# Тяпченко, Юрий Александрович
Юрий Александрович Тяпченко (26 марта 1938, Новотитаровская, Краснодарский край, РСФСР, СССР) — советский и российский конструктор, изобретатель, старший научный сотрудник, участник освоения космического пространства, кандидат технических наук. Заслуженный машиностроитель Российской Федерации, заслуженный создатель и испытатель космической техники, действительный член Российской академии космонавтики имени К. Э. Циолковского, Международной академии информатизации и других.

## Биография
Родился 26 марта 1938 года в станице Новотитаровской Краснодарского края.
В 1953 году после окончания с отличием неполной средней школы был принят в Краснодарскую спецшколу ВВС № 12, из которой по состоянию здоровья (ухудшение зрения) и при поддержке начальника спецшколы, в конце 1954 года был переведён в Новотитаровскую среднюю школу № 29, учёбу в которой завершил в 1955 и в этом же году был принят в Московский энергетический институт на электромеханический факультет. В 1961 году окончил институт с присвоением звания инженер — электромеханик по специальности «электрооборудование самолётов и тракторов».
Во время учёбы работал на целине, участвовал в строительстве студенческого летнего лагеря МЭИ под Алуштой в Крыму. По распределению был направлен в Лётно-исследовательский институт (ЛИИ), г. Жуковский, Московской области.
С 1961 работал в филиале ЛИИ, в специализированном особом конструкторском бюро (СОКБ ЛИИ), НИИ авиационного оборудования (НИИАО), в в ЗАО Научно-технический центр «Альфа-М». .
Трудовой путь: инженер (01 апреля 1961 года), ведущий инженер (16 февраля 1965 года), зам. начальника лаборатории и начальник отдела (26 сентября 1966 года), начальник лаборатории (01 ноября 1973 года), и. о. начальника отделения (12 апреля 1993 года), зам. главного конструктора (14 октября 1996 года), главный конструктор ЗАО "НТЦ «Альфа-М», (2003 год).
Принимал непосредственное участие в создании и отработке пяти поколений бортовых систем отображения информации (СОИ) отечественных пилотируемых космических аппаратов (ПКА) и первых тренажёров для подготовки космонавтов.
Неоднократно работал на космодроме Байконур в период подготовки и пуска пилотируемых кораблей к полётам, где приходилось докладывать Сергею Павловичу Королеву и космонавтам об изменениях, которые проводились в пультах и ещё не были реализованы в тренажёрах центра подготовки космонавтов (ЦПК), а также о мерах, которые принимались в СОКБ ЛИИ и смежных предприятиях по недопущению отказов в поставляемых заказчику изделий.
Встречался с Юрием Алексеевичем Гагариным, как в ЦПК при сдаче тренажёров, так и на космодроме, где однажды вместе с ним ему пришлось провести ночь в режиме сопровождения пилотируемого полёта.
Много встреч было с академиком Чертоком Борисом Евсеевичем — заместителем Сергея Павловича Королева и видными учёными и конструкторами НПО «Энергия» по электрооборудованию кораблей, на которых рассматривались новые проекты и пути совершенствования СОИ, как систем деятельности космонавтов.
Был научным и техническим руководителем работ по федеральным космическим пилотируемым программам в части систем и средств отображения информации кораблей «Союз-ТМА», модулей российского сегмента международной космической станции, по повторному применению пультов космонавтов на кораблях «Союз-ТМ» и сопровождению в эксплуатации систем отображения информации на кораблях «Союз-ТМ», станции «МИР» и её модулей, ВКС «Буран». Является патентообладателем электронной СОИ — СОИ пятого поколения, которая внедрена в виде СОИ «Нептун-МЭ», на кораблях «Союз ТМА».
Инициировал работы по переносу достижений космонавтики в энергетику. С 1988 по 1994 года под его руководством был проведён комплекс работ по созданию СОИ блочных щитов перспективных атомных электростанций, а также работа по модернизации щитов управления одной из ТЭЦ г. Москвы.
Был руководителем экспозиций космических СОИ от НИИАО на 1-м и 3-м авиасалонах МАКС в г. Жуковском.
С 2003 по 2015 гг. работал в ЗАО НТЦ «Альфа-М» главным конструктором оптических систем визуальной посадки вертолётов на корабли ВМФ и морских судов.
Был членом «Ассоциации прикладной эргономики» (1993 год), членом научно-технического общества «Приборпрома московской области», членом «Ассоциации Росохотрыболовсоюза» (1996 год), делегатом 2-х съездов Федерации космонавтики СССР и РФ, был участником XXIV Международного астронавтического конгресса IAF в Баку (7-13 октября 1973 года), 6-го симпозиума ИФАК «Управление в пространстве» (26-31 августа 1974 г., Цахкадзор Армянская ССР) и др.
Ушёл на пенсию по состоянию здоровья в 2019 году.
За непосредственное участие в освоении космического пространства награждён орденами «Трудового Красного Знамени» (15 января 1976 года), «Знак Почета» (26 апреля 1971 года), имеет почётное звание «Заслуженный машиностроитель Российской Федерации» (05 июня 2001 года), награждён 8 медалями и орденами Федерации космонавтики СССР и РФ. Присвоены почётные звания «Ветеран космонавтики России» (02 апреля 1997 года), «Ветеран труда НИИАО» (20 февраля 1987 года), «Ветеран труда» (18 декабря 1998 года), «Заслуженный испытатель космической техники» (05 сентября 2000 года), «Заслуженный создатель космической техники» (12 апреля 2001 года), Награждён двумя медалями ВДНХ (14 декабря 1967 года, 21 ноября 1979 года), знаком «Изобретатель СССР». Является академиком Российской Академии космонавтики им. Циолковского (04 октября 2001 года), был академиком Международной академии информатизации (1999 г.). Является участником более 100 НИОКР, имеет 52 патента и авторских свидетельств на изобретения, 42 публикации в интернете, более 50 печатных работ в научно-технических журналах и сборниках трудов. Издано две книги мемуаров и две научно-технические книги.

## Работы
Тяпченко Ю. А. «Пилотируемая космонавтика и рядом с ней»: книга 1-я, мемуары, рассказы. «Расширенная автобиография или Исповедь сталинского сокола» (В. М. Жмулин): — М.: Авторская книга, 2014. — 512 с., [8] л. ил.;
Тяпченко Ю. А. «Пилотируемая космонавтика и рядом с ней» : книга 2-я / Юрий Тяпченко. — М.: Издательство Российского союза писателей, 2016. — 760 с., [8] л. ил. ISBN 978-5-90686-70-1;
Тяпченко Ю. А. «Системы отображения информации пилотируемых космических аппаратов» / Ю. А. Тяпченко. — М.: ИД Академии имени Н. Е. Жуковского, 2021. — 716 с.: ил ISBN 978-5-907273-91-1. УДК629.678. ББК 39.62.
Тяпченко Ю.А «Системы отображения информации пилотируемых космических аппаратов». / Ю. А. Тяпченко. — М.: ИД Академии имени Н. Е. Жуковского, 2022. — 260 с.: ил ISBN 978-5-590-74905-1-2. УДК 629.78. ББК 39.62

## Звания и награды
- Заслуженный машиностроитель Российской Федерации[1].
- Орден «Знак Почёта»[1].
- Орден Трудового Красного Знамени[1].
- Медаль «В ознаменование 100-летия со дня рождения Владимира Ильича Ленина»[1].
- Медаль «Ветеран труда»[1].
- Медаль ВДНХ (3)[1].
- Знак Министерства авиационной промышленности[1].
- Знак «Изобретатель СССР»[1].
- Знак «Федерация космонавтики СССР»[1].
- Знак «Ветеран космонавтики»[1].
- Заслуженный создатель космической техники[1].
- Заслуженный испытатель космической техники[1].